# Coonhound

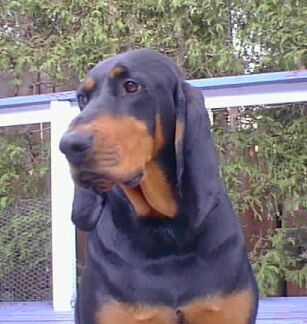
Um cão da raça Coonhound preto e castanho

Um cão coonhound (Em inglês: coon de racoon "guaxinim"; e hound "cão de caça") é um tipo de cão de caça sabujo especializado em rastrear guaxinim. Existem várias raças de cães de caça deste tipo.

## História

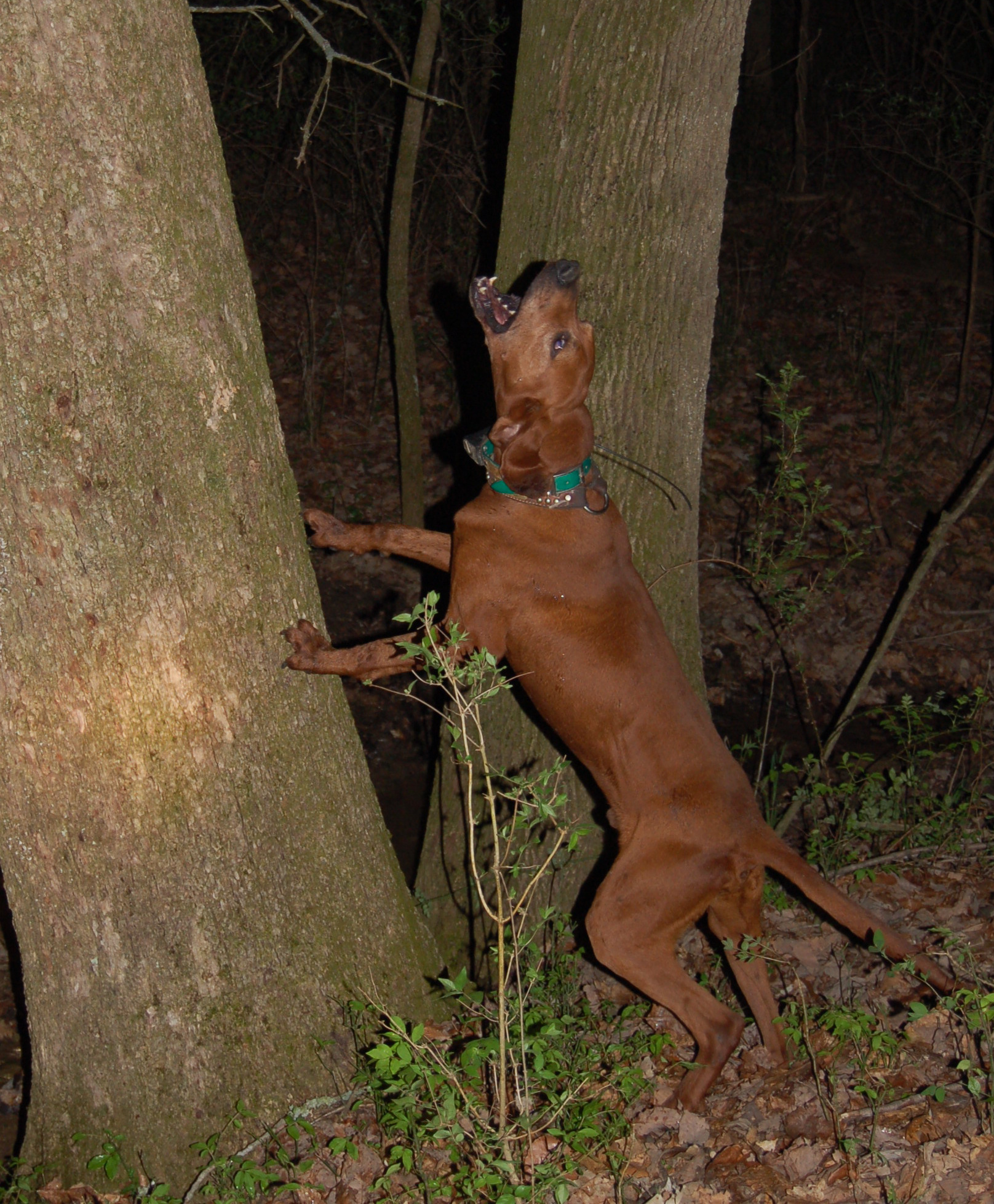
Coonhounds foram criados para encurralar presas em árvores, como exibido por este cão da raça Redbone coonhound.

No período colonial, cães de caça foram importados para os Estados Unidos para o esporte popular da caça à raposa. Várias raças de foxhounds e outros cães de caça foram importados da Inglaterra, Irlanda e França.
Foi constatado que os Foxhounds eram inadequados para caçar animais americanos que não se escondiam perto do solo em tocas mas em vez disso subiam em árvores, como guaxinins, gambás, linces e presas ainda maiores como pumas e ursos. Os cães ficavam muitas vezes confusos ou incapazes de continuar no rastro quando isso acontecia. Isto levou ao desenvolvimento de cães de caça do tipo treeing por caçadores e criadores de cães. Os cães de fundação foram escolhidos pelo olfato aguçado, a habilidade de rastrear um animal independente de comandos humanos e, o mais importante, seguir um animal tanto no solo quanto em árvores. Bloodhounds especificamente foram adicionados a muitas linhagens de cães do tipo coonhound para aumentar a capacidade de rastrear.
Coonhounds podem caçar individualmente ou em matilha. Muitas vezes, os caçadores não perseguem sua presa junto com os cães de caça, ao contrário da caça à raposa, mas esperam e ouvem a vocalização distintiva dos cães para determinar se a presa foi encurralada. Coonhounds são excelentes para caçar todos os tipos de presas, se treinados corretamente.

## Raças
- Coonhound preto e castanho
- Redbone coonhound
- English coonhound
- Bluetick coonhound
- Treeing walker coonhound
- Plott hound
- American leopard hound